# Trois de la cavalerie
Pour plus de détails, voir Fiche technique et Distribution.
Trois de la cavalerie (Troopers Three) est un film américain réalisé par B. Reeves Eason et Norman Taurog, sorti en 1930.

## Synopsis
Eddie, Bugs, et Sunny, trois acteurs ayant un revers de fortune, décident de rejoindre le Citizens' Military Training Camp et d'avoir ainsi gratuitement nourriture et logement. Dans un poste de recrutement, Eddie confond le caporal Halligan de la cavalerie avec un civil représentant une autre organisation et ils se retrouvent tous enrôlés dans l'armée pendant trois ans. Les trois recrues tentent d'impressionner les soldats avec leur propre importance. Eddie commence à flirter avec Dorothy Clark, la fille d'un sergent, et subit la colère de Darby, son prétendant. Mais il sauve Darby lors d'un incendie stable mais, avant de mourir, Darby demande à Eddie de s'occuper de Dorothy.

## Fiche technique
- Titre original : Troopers Three
- Titre français : Trois de la cavalerie
- Réalisation : B. Reeves Eason et Norman Taurog
- Scénario : Jack Natteford, Arthur Guy Empey
- Photographie : Ernest Miller, Benjamin Kline, Jackson Rose
- Son : Dean Daily
- Montage : Clarence Kolster
- Production : Arthur Guy Empey
- Société de production : Tiffany Productions
- Société de distribution : Tiffany Productions
- Pays de production :  États-Unis
- Langue originale : anglais
- Format : Noir et blanc  — 35 mm — 1,37:1 — son mono
- Genre : Comédie dramatique
- Durée : 76 minutes
- Dates de sortie : 
  - États-Unis : 23 février 1930
  - France : 29 juin 1934
- Licence : Domaine public

## Distribution
- Rex Lease : Eddie Haskins
- Dorothy Gulliver : Dorothy Clark
- Roscoe Karns : Bugs
- Slim Summerville : Sunny
- Tom London : Sergent Darby
- Joseph W. Girard : Capitaine Harris
- Walter Perry : Halligan

## Chanson du film
- As Long As You Love Me : paroles et musique de George Waggner et Abner Silver